# GenPORT

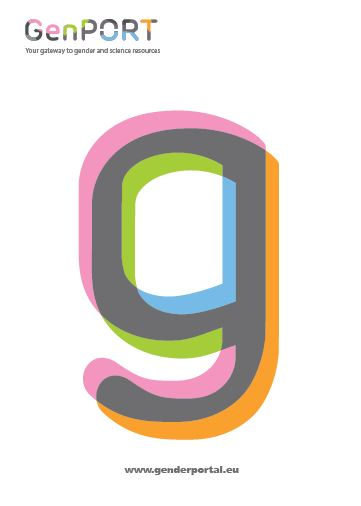
Logo der Website genderportal.eu

GenPORT – „An internet portal for sharing knowledge and inspiring collaborative action on gender and science“ ist ein von der Europäischen Kommission im 7. Forschungsrahmenprogramm gefördertes Projekt.  

## Beschreibung
Im Rahmen des Projekts wird von Mai 2013 bis zum April 2017 das Internetportal genderportal.eu geschaffen. Genderportal.eu ist ein wissenschaftliches Serviceangebot, das neben einem Repositorium für Ressourcen zu Gleichstellungsarbeit und Gender in der Wissenschaft auch eine weltweit vernetzte Online-Community für Forschende und Praktiker der Gleichstellungsarbeit in Wissenschaft, Technologie und Innovation schaffen soll. Es soll  den Erfahrungsaustausch unter Politikverantwortlichen, Wissenschaftlern und Gleichstellungsakteuren vereinfachen und  die Forschungsergebnisse, Maßnahmen und strategischen Informationen zu Gleichstellung in der Wissenschaft organisieren und gebündelt verfügbar machen. Darüber hinaus beinhaltet genderportal.eu wissenschaftliche Ressourcen, praxisorientiertes Material zur Gleichstellungsarbeit, Datenbankzugänge, Blogeinträge sowie Links zu gender-relevanten Internetseiten und Veranstaltungen. Durch das Hochladen neuer Ressourcen sowie das Verfassen von Blogeinträgen besteht für Nutzer die Möglichkeit, das Portal inhaltlich mitzugestalten und sich international auf Englisch sowie in nationalsprachlichen Diskussionsgruppen auszutauschen. Das GenPORT Konsortium will damit einen flexiblen und nutzerbasierten Service für Wissenschaftler und Akteure der Geschlechtergleichstellung schaffen, der sich über nationale Grenzen hinweg erstreckt.
Am 21. April 2016 ist das Internetportal genderportal.eu des GenPORT-Projekts im Europäischen Parlament in Brüssel von seinem Konsortium offiziell vorgestellt und eröffnet worden. Das Portal ist damit nun seiner ersten Testphase entsprungen und steht   Fachleuten und Wissenschaftlern uneingeschränkt zur Verfügung. Nutzer können sich  auf genderportal.eu registrieren, Ressourcen hochladen und sich regional und weltweit mit gleichstellungspolitischen Akteuren und Wissenschaftlern vernetzen.

## Konsortium
Das GenPORT-Konsortium setzt sich aus den folgenden Institutionen sechs verschiedener Länder zusammen:
1. Universitat Oberta de Catalunya (Spanien)[3]
2. Portia (Großbritannien)[4]
3. Stiftung Giacomo Brodolini (Italien)[5]
4. Matej Bel University (Slowakei)
5. Örebro University (Schweden)[6]
6. GESIS – Leibniz-Institut für Sozialwissenschaften (Deutschland)[7]

## Projektwebsite
- genderportal.eu